# 郭書瑤
郭書瑤（1990年7月18日—），綽號瑤瑤，臺灣女演員、主持人、歌手。2008年以外拍模特兒出道，隨後被發掘成為電玩節目主持人，2009年以「殺很大」廣告的性感形象爆紅。此後，她也演出於多部電視劇及電影並發行幾張個人專輯，於2013年飾演電影《志氣》主角奪得第50屆金馬獎最佳新演員獎。2017年演出公視戲劇《通靈少女》中的女主角，獲提名金鐘獎並造成收視熱潮。 截至2022年已擁有超過113萬之Facebook粉絲，也有超過114萬之Instagram粉絲。

## 生平
1990年，郭書瑤出生於臺北市，有弟妹各一。
2007年5月，郭書瑤因父親心肌梗塞過世而開始半工半讀分擔家裡經濟來源；她曾擔任行政助理，也曾在飲料店打工。「弟弟跟妹妹年紀都還小，一個在念小學，一個在念國中，媽媽是緬甸華僑，結婚後從來沒有工作過，我很擔心她會吃虧。」，瑤瑤在專訪時，形容自己最大的遺憾是「沒有好好過學生生活」。
2008年，郭書瑤獲得擔任外拍模特兒之機會；外拍不到兩個月後，她就被經紀人強納森發掘進入藝能界。2008年，她因「童顏巨乳」等特色成為中視電玩資訊節目《數位遊戲王》助理主持人之一。
2009年，她成為《數位遊戲王》主持人之一，並以新臺幣15萬元酬金接下線上遊戲《殺Online》發行商三十數位科技「殺很大」系列廣告；該則廣告刻意突顯她的豐滿胸部並因而紅極一時，不過也讓國家通訊傳播委員會認為有「物化女性」之嫌而遭關切。此外，她還在該年3月29日首度為中華職棒主場球隊La New熊隊擔任開球儀式投手。傚仿日本寫真女星星野亞希開球時的爆乳裝，在高雄澄清湖棒球場8190位觀眾面前投球。熊隊士氣大振，在1局下一口氣攻下8分，贏得開幕戰首勝。
曾與圈外男友劉建忠交往3年，就算2010年初疑似在公司的禁愛令下，發表分手聲明；但2011年底卻被媒體目擊仍與劉建忠「大街上討親親」。
2012年，她為拍攝以拔河為主題的電影《志氣》親身進行拔河及體能訓練。2013年11月24日，她以飾演該片主角獲得第50屆金馬獎最佳新演員獎。
2013年與金陽合拍電影《舞鬥》相識。2015年8月爆發男友金陽吸毒事件——郭書瑤才擔任反毒宣導大使，男友金陽卻涉嫌吸毒打臉女友，不過更讓瑤瑤心痛的是，金陽騙她去看電影，結果事實竟是跑去夜店吸毒。事件發生後，郭書瑤持續力挺金陽，儘管已經哽咽，但仍說：「這個小孩真的不壞，但可能是小朋友一時好奇心，讓他去碰觸了不該碰觸的東西。」她也表示，未來想帶金陽一起做公益，讓他看看這社會上還有很多辛苦的人，可以多回饋社會一些事情，此外也傳出郭書瑤9月已拍攝完成，預計10月推出的電玩代言廣告，手遊廠商緊急喊卡，她的經紀人回應「尊重廠商決策」，12月25日郭書瑤在臉書發文，感謝廠商依然願意相信她，給她機會，感嘆這段時間讓她體會到患難見真情，力挺男友熬過難關的選擇，也讓網友紛紛為其打氣。2017年5月與金陽分手。
2014年6月，郭書瑤出面澄清3月霸凌爆料。
2016年郭書瑤接受女人迷專訪，表示蔡康永是她生命中的貴人：「他告訴我藝人之所以走得長久，是因為有自己的本事。」，「我能做的，就是拼命練習。不管唱片公司提供鋼琴、吉他還是跳舞課程，我都不想被人看輕，所以努力去做到一切。」
2017年10月被爆出和王以綸在南韓首爾東大門狀似親密牽手約會。
2017年10月底，擔任女力大使，出席女人迷全球女性影響力論壇，聊定義再造、聊女性影響力。瑤瑤說：「我沒想過要帶給誰影響力，但當你願意傾全力去做一件事情的時候，你的努力也會感染他人，間接影響他人。」瑤瑤提到自己從沒想過要成為一個有影響力的人，或是試圖去影響誰，她僅是憑著一股人生不認命，但要有做好本分的盡力，去迎接生命的每個挑戰。
2018年，接受訪問時表示即使為了賺錢養家而放棄學業，但仍覺得人生中唸書不是最重要事情，學習反而更重要。亦表示自己比很多人幸運，因短短幾年時間已拿下備受肯定的金馬獎最佳新演員。
2021年，創立個人服飾品牌MYAME。

## 爭議
2024年5月27日，郭書瑤遭多家媒體報導欠繳管理費和堆放私人物品在公眾區域。管理費的部分長期欠款金額接近五萬元，即使管委會出面催繳，甚至在2023年底寄出存證信函也拒收公文，導致強制執行命令因未送達而自動失效，直到再次公告若不繳清會二次走法律途徑，郭自知理虧才盡速繳清。除此之外管理室幫她暫收的包裹也只簽收不領取，因此大量包裹堆放在公眾區域，形同把公有空間當私人倉庫，管委會在電梯公告請他儘速取走包裹的公文也直接撕毀。
2024年5月29日，郭書瑤出席活動時，被記者詢問管理費欠繳以及撕毀公告的問題，二度出面道歉並說明已將欠費繳清並對鄰居感到抱歉，未來不會再犯。而經紀人此前已經先代為道歉並解釋是長年出國的疏忽，已深自檢討並不會再犯。

## 軼事
國防部軍事安全總隊自2022年4月間起收到檢舉情報指出民間扯鈴教練魯紀賢在前往中華人民共和國洽尋扯鈴商演活動時，被中國人民解放軍情報工作人員吸收，回臺後找了郭柏廷、趙亦偉、曾姿婷等10人幫忙，除請他們提供帳戶供他接收中國人民解放軍情治單位資金至少570萬元用以發展組織外，還聘請他們在組織內服務，涉嫌透過與退役士官兵接觸、拉攏、吸收相關軍事單位士官兵、伺機刺探、蒐集軍事等情報。2023年7月19日臺灣臺北地方檢察署檢察官黃冠中指揮法務部調查局國安站等單位發動搜索，傳喚被告、證人等共18人，訊後聲押禁見魯紀賢、林明慧、林姿穎、常德隆、李得勝5人獲准，郭柏廷則以新臺幣20萬元交保候傳，經分析扣案事證，持續向上溯源，再發動6波傳喚、搜索行動，並於8月間聲請羈押馮世維、趙亦偉獲准，全案共有7人被押，但檢調確也發現這個郭柏廷竟然就是郭書瑤的親弟弟，她在被媒體訪問時雖拒絕回答，但也嘆氣表示：「我承認有被嚇到，也確實有此事，但已經進入司法程序，細節無法多說，自己也有自己的情緒，但就是家人。」暗示家家有本難念的經。臺灣臺北地方檢察署12月偵查終結，魯紀賢、郭柏廷等10人被依違反《國家安全法》、《反滲透法》、《銀行法》等罪起訴，郭書瑤回應得知弟弟因此案被起訴，透過經紀人表示：「有看到新聞了，事情一切交由律師處理 ，謝謝大家關心。」可看出她對弟弟很不諒解。

## 音樂作品

### 專輯
- 2010年 專輯《Honey》 種子音樂發行

### EP
- 2009年 EP《愛的抱抱》（附寫真） 種子音樂發行
- 2010年 EP《暖暖手》（with井柏然）種子音樂發行

### 單曲
- 2010年 《Jiggy》（與F.Cuz一同演唱，收錄在F.Cuz 『NO ONE』專輯）
- 2012年 《愛的告白》
- 2015年 《紅衣小女孩》
- 2019年 《I Belong To You》（電影一吻定情插曲）
- 2019年 《合拍》
- 2020年 《再一天》（戲劇《狼殿下》插曲）
- 2020年 《好想》（戲劇《好想和你在一起》片頭曲）
- 2022年 《大冰奶》（這群人合唱）
- 2023年 《膚淺》
- 2023年 《要不要》（傳說對決七週年主題曲）

## 演出作品

### 電視劇
| 年份   | 頻道                           | 劇名                 | 飾演                    |
| 2010年 | 台視、三立都會台               | 《倪亞達》           | 倪建國                  |
| 2010年 | Astro、中視                    | 《我和我的兄弟·恩》  | 社工                    |
| 2011年 | 台視、三立都會台               | 《小資女孩向前衝》   | 劉禹樂（樂樂）          |
| 2012年 | 三立都會台、東森綜合台         | 《愛上巧克力》       | 洪希惠                  |
| 2012年 | 台視、三立都會台、東森戲劇台   | 《金大花的華麗冒險》 | 阿喜                    |
| 2014年 | 三立都會台、東森綜合台         | 《22K夢想高飛》      | 言冒棠                  |
| 2014年 | 台視、八大綜合台               | 《徵婚啟事》         | 田欣                    |
| 2015年 | 中視、中天綜合台               | 《鋼鐵之心》         | 笑笑                    |
| 2015年 | 浙江衛視                       | 《聊齋新編之夜叉國》 | 秋蓉                    |
| 2016年 | 中視、衛視中文台、東森電視     | 《原來1家人》        | 顏如玉                  |
| 2016年 | LINE TV                        | 《劣人傳之詭計》     | 汪小英 / 邱若涵（替身） |
| 2016年 | 中國、網絡劇                   | 《整容攻略》         | 費萌                    |
| 2017年 | 中視、東森戲劇台               | 《稍息立正我愛你》   | 安曉喬                  |
| 2018年 | 台視、東森綜合台、愛奇藝台灣站 | 《人際關係事務所》   | 康樂佑                  |
| 2020年 | 愛奇藝、騰訊視頻、優酷         | 《狼殿下》           | 耶律寶娜                |
| 2020年 | 三立都會台                     | 《未來媽媽》         | 高家妃                  |
| 2021年 | 華視、愛奇藝、八大戲劇台       | 《無神之地不下雨》   | Malusakadat（梳理）     |
| 2024年 | TVBS歡樂台、新傳媒U頻道        | 《完全省錢戀愛手冊》 | 簡可可                  |
| 2025年 |                                | 《師大公園地下社會》 | 佩恩                    |

### 迷你劇集/電視電影
| 年份   | 頻道                 | 劇名                      | 飾演   |
| 2011年 | 超視                 | 《33故事館─Yo天使》       | 孟瑤   |
| 2016年 | 公共電視台           | 《滾石愛情故事─愛我別走》 | 錢可萱 |
| 2017年 | 公共電視台、HBO Asia | 《通靈少女》              | 謝雅真 |
| 2019年 | 公共電視台、HBO Asia | 《通靈少女2》             | 謝雅真 |
| 2020年 | 公共電視台           | 《可圈的鞋店》            | 丁可圈 |
| 2024年 | HBO GO               | 《何百芮的地獄毒白》      | 何百芮 |
| 2025年 | HBO GO               | 《何百芮的地獄毒白2》     | 何百芮 |

### 電影
| 年份   | 片名                     | 飾演             |
| 2012年 | 《南方小羊牧場》         | 泡泡             |
| 2013年 | 《志氣》                 | 李春英           |
| 2013年 | 《愛情無全順》           | 陳美雪           |
| 2014年 | 《活路：妒忌私家偵探社》 | 诗娜（酒家女）   |
| 2014年 | 《幸福御守》（微電影）   | 小星             |
| 2015年 | 《舞鬥》                 | 蕾蕾             |
| 2015年 | 《勇敢的心》（微電影）   | 程芸             |
| 2017年 | 《西城童話》             | 小虎             |
| 2017年 | 《痴情男子漢》           | 許甘甜（年輕時） |
| 2018年 | 《切小金家的旅館》       | 小鈴木           |
| 2019年 | 《一吻定情》             | 護士長（客串）   |
| 2019年 | 《傻傻愛你，傻傻愛我》   | 小爛             |
| 2022年 | 《再說一次我願意》       | 宋彩寧           |
| 2024年 | 《愛情城事－淡水伊人》   | 小美             |
| 2024年 | 《流氓驅魔師》           | 阿嬌             |

### 音乐录影带(MV)
- 2009年 《愛的抱抱》（導演：賴偉康）
- 2009年 《放棄你》（導演：黃中平）
- 2009年 《來不及說再見》
- 2010年 F.Cuz 《Jiggy》
- 2010年 《Honey》（導演：黃中平）
- 2010年 《幸福不遠》（導演：陳映之）
- 2010年 《Di Di Da》 （導演：賴偉康）
- 2010年 《好姊妹》（導演：黃中平）
- 2010年 《自己回家》
- 2010年 吳克羣《愛我 恨我》
- 2011年 野仔《年年十八》
- 2012年 《愛的告白》（導演：黃中平）
- 2014年 韋禮安《面具》（導演：比爾賈）
- 2015年 品冠 《有關你的地方》 （導演：張家維）
- 2017年 李千娜《不曾回來過》
- 2021年 B.T.O.D《曾諾的永遠》
- 2022年 這群人TGOP《大冰奶》
- 2025年 玖壹壹《當我沒愛過》

### 配音
- 2013年 《賈斯汀出任務》（Justin and the Knights of Valour）
- 2014年 《桃蛙源記》（The Frog Ville）
- 2021年 《寶貝老闆：家大業大》（The Boss Baby：Family Business）

## 主持作品

### 電視節目
| 年份   | 頻道             | 節目                                                 |
| ------ | ---------------- | ---------------------------------------------------- |
| 2008年 | 中視             | 《數位遊戲王》主持助理（2008年5月－2008年12月27日）  |
| 2009年 | 中視             | 《數位遊戲王》（2009年1月3日－2009年8月中旬）        |
| 2009年 | 八大綜合台       | 《但是又何奈》（2009年2月－4月）                     |
| 2009年 | 東森綜合台       | 《黃金計程車》（2009年4月22日－6月）                 |
| 2010年 | 中視             | 《我猜我猜我猜猜猜》（2010年1月16日－2010年4月10日） |
| 2011年 | Channel V        | 《V NEWS》                                           |
| 2022年 | 衛視中文台       | 《旅跑應援團》（2022年1月14日－4月15日）             |
| 2023年 | 衛視中文台、台視 | 《哈囉！毛小孩》（2023年2月4日－5月13日）            |

### 頒獎典禮
- 2014年 三立都會台 《第16屆台北電影節》

### 綜藝節目
- 2014年 江蘇衛視《星廚駕到第一季》（參加者）
- 2022年 衛視中文台台視 Netflix 嗨！營業中小幫手
- 2023年 TVBS精采台、中視主頻、 TVBS歡樂台 未來少女  少女見證人

## 獎項紀錄
| 年份                         | 典禮類型                 | 獎項                     | 作品                   | 結果 |
| ---------------------------- | ------------------------ | ------------------------ | ---------------------- | ---- |
| 2009                         | 第11屆TVB8金曲榜頒獎典禮 | 最佳新人（銅獎）         | 《Honey》              | 獲獎 |
| 2009                         | 第5屆北京流行音樂典禮    | 年度金曲                 | 《Honey》              | 獲獎 |
| 2009                         | 第11屆音樂風雲榜         | 港台最佳新人             | 《Honey》              | 提名 |
| 2009                         | 第4屆KKBOX風雲榜         | 新人獎                   | 《Honey》              | 獲獎 |
| 2009                         | YAHOO奇摩搜尋人氣大獎    | 爆紅新人                 | 《Honey》              | 獲獎 |
| 2009                         | 第1屆OH！YA答鈴大賞      | 答鈴寶貝獎               | 《Honey》              | 獲獎 |
| 2010                         |                          |                          | 《Honey》              |      |
| 第8屆MusicRadio中國TOP排行榜 | 最具潛力新人獎           | 獲獎                     | 《Honey》              |      |
| 三立MSN娛樂紅人大典          | 最具潛力新人獎           | 獲獎                     | 《Honey》              |      |
| 第18屆中國歌曲排行榜         | 年度金曲                 | 獲獎                     | 《Honey》              |      |
| 第8屆Hito流行音樂獎          | hit fm 百大單曲          | 獲獎                     | 《Honey》              |      |
| 第5屆KKBOX風雲榜             | 年度百大單曲             | 獲獎                     | 《Honey》              |      |
| 第3屆音樂風雲榜新人盛典      | 最佳舞台演繹新人         | 獲獎                     | 《Honey》              |      |
| 2011                         | 第11屆音樂先鋒榜         | 最受歡迎對唱金曲         | 《暖暖手》             | 獲獎 |
| 2011                         | 第5屆騰訊星光大典        | 最暴紅新人獎             | 《暖暖手》             | 獲獎 |
| 2013                         | 第50屆金馬獎             | 最佳新演員               | 《志氣》               | 獲獎 |
| 2014                         | 第14屆華語電影傳媒大獎   | 最佳新演員               | 《志氣》               | 獲獎 |
| 2014                         | 第3屆華劇大賞            | 微博兩岸三地人氣獎       | 《22K夢想高飛》        | 提名 |
| 2014                         | 第3屆華劇大賞            | 最佳華流明星獎           | 《22K夢想高飛》        | 提名 |
| 2014                         | 第3屆華劇大賞            | 最佳女演員               | 《22K夢想高飛》        | 獲獎 |
| 2017                         | 第52屆金鐘獎             | 迷你劇集／電視電影女主角 | 《通靈少女》           | 提名 |
| 2019                         | 第21屆台北電影獎         | 最佳女主角               | 《傻傻愛你，傻傻愛我》 | 提名 |
| 2023                         | 第58屆金鐘獎             | 益智及實境節目主持人獎   | 《哈囉！毛小孩》       | 提名 |

## 外部連結
- 郭書瑤 瑤瑤的Facebook專頁
- 郭書瑤的Instagram帳戶
- 郭书瑶的新浪微博
- 郭書瑤的小紅書帳戶（页面存档备份，存于）
- 郭書瑤（瑤瑤）的秘密花園 （页面存档备份，存于）（Pixnet部落格）
- 郭書瑤在香港影庫上的簡介
- 郭書瑤在时光网上的簡介（简体中文）
- 郭書瑤在豆瓣上的资料（简体中文）
- 郭書瑤在台灣電影網上的資料（繁體中文）
- 郭書瑤 (Yao)的歷年專輯與介紹 - KKBOX （页面存档备份，存于）